# 坂口賢一
坂口賢一（日语：／ Sakaguchi Ken'ichi，1965年8月23日—），日本男性配音員。出身於熊本縣。AB型血。

## 來歷、人物
以前經歷Office薫、Wit promotion、Production★A組。興趣、特長：籃球。

## 演出

### 電視動畫
1994年
- 銀河戰國群雄傳（鳥山）
- 超時空要塞7（1）

1995年
- 愛天使傳說（布拉基）
- 黃金勇者（旁白）
- 獸戰士卡爾基巴（日语：獣戦士ガルキーバ）

1996年
- 天才寶貝（肌肉男）
- 麵包超人（水飴小弟）
- 蠟筆小新（野原新之助的外公〈小山義治／初代〉）
- 超者萊汀（日语：超者ライディーン）（篠田善太郎）
- 勇者指令（機械植物星人）

1997年
- 忍者亂太郎（輕井居留守、灰洲井溝〈初代〉、山賊）
- 勇者王（醫師）

1999年
- 週刊故事樂園（日语：週刊ストーリーランド）（客人2）
- 宇宙戰艦山本洋子（校長）
- ∀鋼彈（威爾·蓋姆、康拉夫特、回歸鄉民A、技師A、士官A、市民G、小隊長 等）
- 忍者亂太郎（六郎太）
- 怪獸農場 ～圓盤石的秘密～（日语：モンスターファーム (アニメ)）（米克）

2000年
- 櫻花大戰 (TV動畫)（站內廣播）
- 深藍救兵（工作人員）

2001年
- 忍者亂太郎（里芋行者〈初代〉）
- 戰鬥陀螺（凱羅納）
- 棋魂（楊海）

2002年
- 七小花（教師）
- 天地無用！GXP（案內人士、艦長、軍人、側近）
- 忍者亂太郎（煤炭商人、法師）

2003年
- 我們這一家（柴田）
- 獸兵衛忍風帖 龍寶玉篇（太郎左）
- 忍者亂太郎（夕日）

2004年
- 聖槍修女（刑事）
- 鐵人28號 (2004年版)（警官A）
- 名偵探柯南（天土陵司）

### 電影動畫
1998年
- 轟天高校生（下士官）

1999年
- 逮捕令 the MOVIE

2002年
- 6 ANGELS（日语：シックス・エンジェルズ）（士兵A）

2004年
- 蠟筆小新：風起雲湧！夕陽下的春日部男孩（村民）

### OVA
1993年
- 怪醫黑傑克（通信兵）

1994年
- Wild 7（日语：ワイルド7）（摔角手）

1995年
- Princess Minerva（日语：プリンセス・ミネルバ）（邁薩卡）

1998年
- 真蓋特機器人 世界最後之日（廣播）

2001年
- Z.O.E 2167 IDOLO（日语：Z.O.E 2167 IDOLO）（威爾）

### 遊戲
1998年
- 閃亮銀槍（日语：レイディアントシルバーガン）（維克多）

2001年
- 超級機器人大戰α外傳（威爾·蓋姆）

2008年
- 超級機器人大戰Z（布雷卡）

### 外語配音

#### 電影
- 美麗腥世界（英语：Beautiful People (film)）
- 好膽別走（英语：The Big Hit）（文斯〈小安東尼歐·薩巴托〉）
- 至尊黑傑克（英语：Blackjack (1998 film)） ※影碟版。
- 致命交易（英语：The Claim (2000 film)）
- 終極證人（Gill Beale〈Will Zahrn〉）※朝日電視台版。
- 風雲時代（英语：Cradle Will Rock）
- 割喉島 ※影碟版。
- 非常教師（英语：Dangerous Minds）
- 英雄不流淚（英语：Desperado (film)） ※VHS、DVD版。
- 神鬼大反撲（英语：Dracula 2000）
- 艾德·伍德
- 玻璃樽
- 浪子回頭妙事多（英语：Gridlock'd）
- 獵殺大行動（英语：Heaven's Prisoners） ※VHS版。
- 小鬼當家3 ※影碟版。
- 透明人（Carter Abbey〈Greg Grunberg〉）※DVD版。
- 魔掌（英语：Idle Hands）（Ruck警員〈Nicholas Sadler〉）
- 惡夜追殺令（英语：Judgment Night (film)）（Rhodes〈Erik Schrody〉）
- 金剛 (1976年電影) ※朝日電視台新錄製版。
- 迎頭痛擊 ※DVD、VHS版。
- 鐵面特警隊（Matt Reynolds〈Simon Baker〉、Ty Jones〈Karr Washington〉）※富士電視台版[注 1]。
- MIB星際戰警2（特務3）※劇院公映版。
- 金剛戰士 The Movie（英语：Mighty Morphin Power Rangers: The Movie）（Skull〈Jason Narvy〉）
- 銀線風暴（英语：Money Train） ※朝日電視台版。
- 魔宮帝國（英语：Mortal Kombat (film)）（萊登〈克里斯多弗·藍伯特〉）※DVD、BD版。
- 網絡迷宮（英语：Nirvana (film)）（妄想症商人〈Antonio Catania〉）
- 又見鬼纏身（英语：Repossessed (film)）（學生〈Willie Garson〉）
- 火拼時速
- 異形終結（英语：Screamers (1995 film)） ※影碟版。
- 飛碟襲擊（日语：センダー/超誘導体）
- 伴我同行（丹尼·拉臣斯〈約翰·庫薩克〉）※VHS、DVD版。
- 甜蜜的十一月（英语：Sweet November (2001 film)）
- 狂野的灰熊（英语：ワイルドグリズリー）

#### 電視影集
- All In 真愛賭注（吳英泰）
- 銀河前哨（諾格（英语：Nog (Star Trek)）〈艾倫·艾森伯格（英语：Aron Eisenberg）〉）

#### 動畫
- 丁丁歷險記
- Bamboo Bears
- 高飛家族
- 新瑪德琳（英语：Madeline (TV series)）
- 玩具王國的諾弟（英语：Noddy's Toyland Adventures）（Mr. Tubby Bear、Jumbo、Noah）
- 帕丁頓熊（Murray）
- 彭彭丁滿歷險記
- 變形金剛 (第4季)（Arcana、Point Blank、Spoilsport、Streiff、Slugslinger）

### 廣播劇CD
1995年
- 創龍傳（村松）

1997年
- 闇河魅影（米坦那瓦）

### 特攝影集
2002年
- 星獸戰隊銀河人（塔格雷德的配音）

## 外部連結
- 坂口賢一｜Production★A組，存于 （日語）